# Amsacta octomaculata
Amsacta octomaculata är en fjärilsart som beskrevs av Rothschild 1933. Amsacta octomaculata ingår i släktet Amsacta och familjen björnspinnare. Inga underarter finns listade i Catalogue of Life.